# Università di Craiova
L'Università di Craiova (in romeno Universitatea din Craiova) è un'istituzione d'alta formazione scientifica e umanistica della città di Craiova, in Romania.

## Storia
L'idea di fondare una scuola superiore a Craiova fu proposta nel XIX secolo da Nicolae Bălcescu, il leader della rivoluzione valacca del 1848. L'istituzione dell'Università di Craiova fu proposta da Ion Heliade Rădulescu nel 1848. Tuttavia, il fallimento della rivoluzione del 1848 non consentì un'immediata attuazione di questo piano. Quasi un secolo dopo, la sua fondazione fu approvata sulla base della legge 138/25 aprile 1947 sul Bollettino Ufficiale del Regno di Romania. 
Fu fondata nel 1947, inizialmente con quattro istituti, nel Palazzo di Giustizia di Craiova; fu l'ultima università istituita nel Regno di Romania. La Facoltà di Agricoltura e l'Istituto Agrario furono istituite rispettivamente nel 1947 e nel 1948, l'Istituto tecnico nel 1951 e l'Istituto pedagogico nel 1959. L'Istituto pedagogico di Craiova comprendeva quattro facoltà di insegnamento: filosofia, matematica, fisica, chimica e scienze naturali. Nel 1965 ospitava sette facoltà: Matematica, Filologia, Elettrotecnica, Agricoltura, Orticoltura, Chimica ed Economia.

## Struttura
L'Università di Craiova comprende sedici facoltà:
- Agricoltura
- Automazione, computer ed elettronica
- Chimica
- Economia e amministrazione aziendale
- Educazione fisica e sport
- Fisica
- Giurisprudenza e scienze amministrative
- Ingegneria elettrica
- Ingegneria elettromeccanica
- Ingegneria meccanica
- Ingegneria e gestione dei sistemi tecnologici
- Lettere
- Matematica e Scienze naturali
- Orticoltura
- Scienze sociali
- Teologia

### Collegi
L'ateneo dispone di due collegi universitari siti a Craiova e Drobeta Turnu-Severin.

### Centri di ricerca
- Centro di ricerca per l'intelligenza artificiale
- Istituzione del centro di ricerca degli ingegneri tecnici elettrici ed elettronici (IEETE)
- Centro di ricerca / sviluppo multimediale
- Centro per l'innovazione e il trasferimento tecnologico
- Centro per il dialogo tra scienze e teologia
- Centro regionale per la formazione permanente in materia di energia
- Dipartimento di tecnologia e innovazione in Advanced ReseArch of Composites (TIARA-C)
- Dipartimento di ricerca scientifica e gestione dei programmi
- Dipartimento delle relazioni socio-economiche e culturali

## Rettori
In ordine cronologico:
- Andrei Moraru  (1948-1952)
- Ion Lungu (1952-1955)
- Alexandru Buia (1955-1964)
- Marius Preda (1966-1968)
- Mircea Oprean (1968-1971)
- Titus Georgescu (1971-1974)
- Tiberiu Nicola (1974-1981)
- Silviu Puşcaşu (1981-1984)
- Tiberiu Nicola (1984-1989)
- Mircea Ivanescu (1990-2004)
- Ion Vladimirescu (2004-2012)
- Cezar Ionuţ Spînu[10] (dal 2016)